# レッケ
レッケ (ドイツ語: Recke)は、ドイツ連邦共和国ノルトライン＝ヴェストファーレン州ミュンスター行政管区のシュタインフルト郡に属す町村（以下、本項では便宜上「町」と記述する）で、鉱山と行商の町である。町域北部には、ノルトライン＝ヴェストファーレン州で最も保存状態の良い湿原の1つが存在する。

## 地理

### 位置
レッケの町域は、現在のシュタインフルト郡内、テックレンブルガー・ラント北部に位置している。町域は、東はトイトブルクの森の丘陵から西はデュンマー＝ゲーストニーデルング（砂地の低地）まで、南はブーフホルツの森から北はレッカー湿地の自然保護区にまで広がっている。レッカー・アー川とミッテルラント運河が町内を貫いている。町域の西部にはハイリゲス・メーア＝ホイペン自然保護区がある。

### 自治体の構成
自治体としてのレッケは以下の地区から構成されている:
- レッケ（ランゲンアッカー、ハールホーフ、フェルトカンテ、トヴェンフーゼンを含む）
- シュタインベック（バート・シュタインベック、ピュッテンベック、メルテンスベルク、ブーフホルツを含む）
- オーバーシュタインベック
- エスペル

### 土地利用
レックの土地利用を以下に示す:
| 土地用途別面積 | 農業用地 | 森林   | 宅地、空き地 産業用地 | 交通用地 | 水域  | スポーツ用地 および緑地 | その他 |
| -------------- | -------- | ------ | --------------------- | -------- | ----- | ----------------------- | ------ |
| 面積 (km2)     | 35.85    | 5.41   | 5.33                  | 3.25     | 0.96  | 0.45                    | 2.44   |
| 占有率         | 66.8 %   | 10.1 % | 9.9 %                 | 6.1 %    | 1.8 % | 0.8 %                   | 4.5 %  |

### 隣接する市町村
レッケは、南はイベンビューレン、西はホプステン、東はメッティンゲン、北はニーダーザクセン州オスナブリュック郡に属すザムトゲマインデ・ノイエンキルヒェンのヴォルトラーゲおよびノイエンキルヒェンと境を接する。

## 歴史
この集落の成立は、教会の設立とそれに先立つパリのサン＝ドニ大聖堂によるこの地域の宣教を基盤としている。レッケに関する最も古い文献は1137年に作成されたものである。当時レッケの教会はミュンスター司教区に属していたようである。ミュンスター司教ヴェルナーによって様々な所領がコースフェルトのヴァルラー修道院に寄贈されている。そうした所領の中に domus de Reice cum curte、「レッケの館と農場」が見られる。この文書には証人として初代テックレンブルク伯エクベルト（エクベルトゥス）が登場しており、おそらくこの頃からすでにレッケ地域に影響力を持っていた。

1560年のテックレンブルク伯領

1560年のリンゲン伯領

もう一つの史料として、1189年1月19日にオスナブリュック司教区で作成された寄進状がある。この文書からは、貴族領主ヴィーボルト・フォン・ホルストマールがレッケ (rike) の荘園主として、男子修道院設立のために主館と教会、領域の複数の農場と水車1基をオスナブリュック司教に寄進したことが読み取れる。しかし実際にはこれらの財産は修道院設立には用いられず、1200年までホルストマール貴族領主家が保持した。これらの財産は、1200年の時点で初めてテックレンブルク伯オットー1世の弟にあたるオスナブリュック司教に書面による譲渡がなされた。レッケは1243年に初めて教区として記録され、オスナブリュック司教区に属した。これよりずっと以前から独自の教会を有しており、1281年に初めてレッケのヨハネス司祭が記録されたと考えられている。
テックレンブルク伯の影響は常に増大して行き、13世紀半ばにはテックレンブルク家からレーエンを与えられたカペルン家がレッケにおける裁判権を行使した。テックレンブルク伯オットー4世はアムト・レッケを設け、これにより完全にテックレンブルク伯の領邦に組み込まれた。相続争いによりテックレンブルク伯領は分割された。レッケは1515年からオーバーグラーフシャフト（上部伯領）とウンターグラーフシャフト（下部伯領）の統合に伴いリンゲン伯領となったが、その後再びテックレンブルク伯領に復した。テックレンブルク伯ニコラウス4世は1541年に短期間ながらテックレンブルク伯領とリンゲン伯領を統合した。
1548年のリンゲン伯領とテックレンブルク伯領との最終的な分割により、レッケの、政治・戦争・宗教上の争乱と飢餓の時代が始まった。オーバーリンゲンほど所有者が頻繁に入れ替わった地域はヨーロッパでは他になかったが、1648年のヴェストファーレン条約によってホラント王家のオラニエ家の所領となった。帝国議会におけるテックレンブルク伯の様々な尽力にもかかわらず、彼はリンゲン伯領を再び獲得できなかった。1702年にレッケを含む上部伯領はプロイセン領となり、1807年から1813年までの短い中断（ベルク大公国）をはさんでその統治が続いた。1816年のテックレンブルク郡創設に伴い、レッケは再びテックレンブルガー・ラントの一部となった。
レッケはテッデンゲマインデとも呼ばれる。「テッデン」とは、三十年戦争後にホラントゲンガー（オランダへの出稼ぎ労働者）から発展し、18世紀に最盛期を迎えた行商人である。最初はオランダに、後には北欧やバルト地方に商品を提供していた。テッデン商業は、現在も贅沢にしつらえられた破風を持つテッデン商人の館に見られるように、故郷に幾ばくかの富をもたらした。テッデンは、オランダで芝刈り職人、泥炭採掘者、農業労働者として働いた数多くのホラントゲンガーとは区別される。ホラントガングのピークは18世紀後半であった。郷土研究家のルイ・シュテューヴェ（1858年 - 1935年）が書いているとおり、1760年から1770年の間、毎年春に50人から70人がレックからオランダに働きに出た。

### エスペル
エスペルは、主にエムス川東岸、グローセス・ハイリゲス・メーアにまで広がるフェンキガウの一部として、1188年にヴェルデン修道院の土地台帳に記述されている。

### 町村合併
1975年1月1日、旧イベンビューレン＝ラントの一部 28 ha、当時の住民79人にあたる地域がレッケに編入された。

## 住民

### 人口推移
レッケの人口推移を以下に示す:
| 日付           | 人口（人） |
| -------------- | ---------- |
| 1985年12月31日 | 9,480      |
| 1990年12月31日 | 10,026     |
| 1995年12月31日 | 10,869     |
| 2000年12月31日 | 11,618     |

| 日付           | 人口（人） |
| -------------- | ---------- |
| 2005年12月31日 | 11,842     |
| 2010年12月31日 | 11,578     |
| 2015年12月31日 | 11,363     |

## 行政

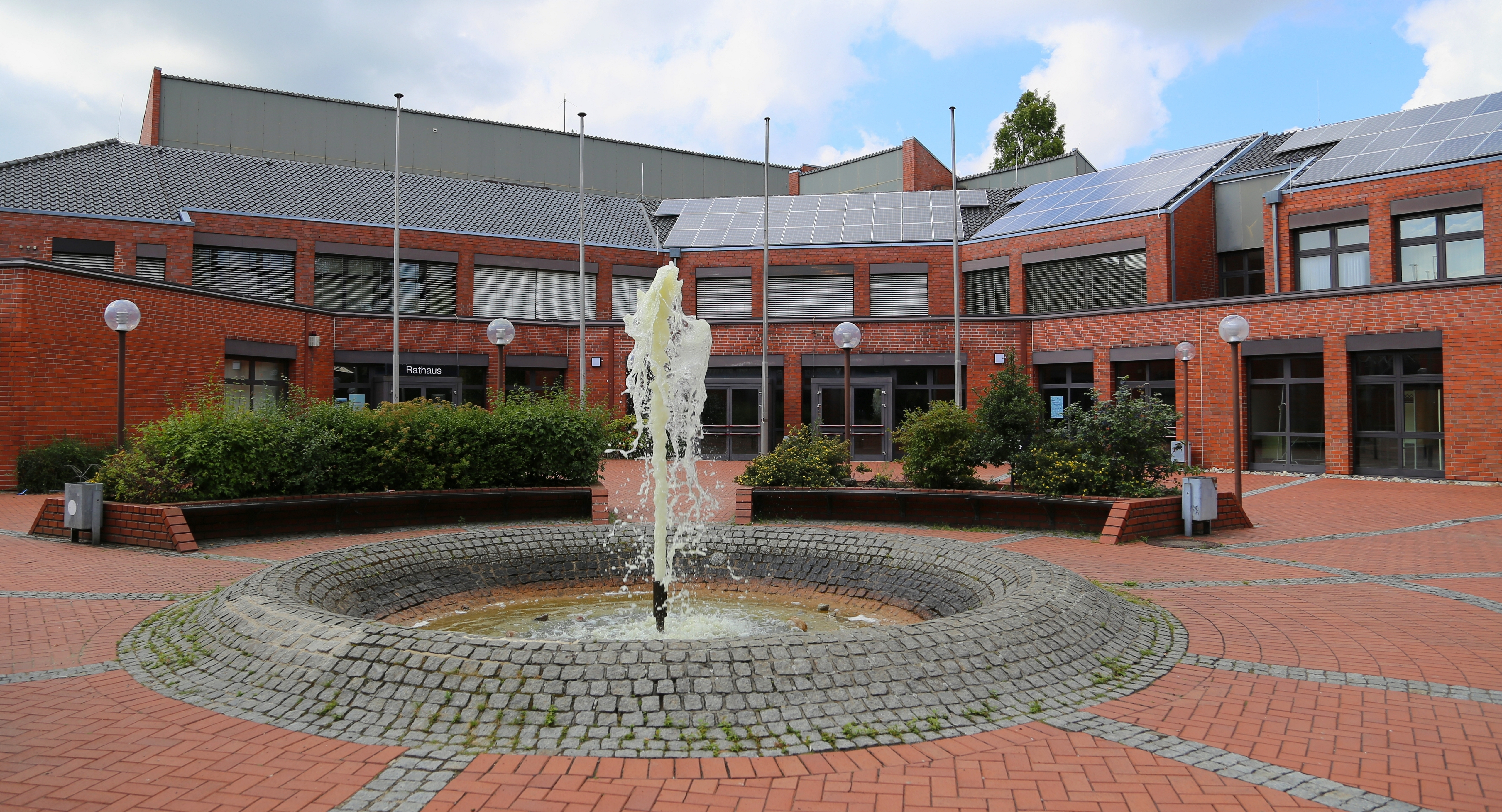
レッケの町役場

### 議会
レッケの町議会は、26議席からなる。

### 首長
レッケの町長は2009年の選挙以降、エックハルト・ケラーマイアー (CDU) が務めている。

#### 歴代町長
- 1951年 - 1961年 エドゥアルト・リーケ[6]
- 1961年 - 1984年　マルティン・シュトロート (CDU)
- 1984年 - 1989年　ヘルベルト・ポイテン (CDU、後にUWG)[7]
- 1989年 - 1992年　ユルゲン・カレーネ (RWG、後にCDU)[8][9]
- 1992年 - 1999年　ヴァルター・シュヴェクマン (CDU)
- 1999年 - 2009年　ヨーゼフ・プルンペ (CDU)

### 紋章
図柄: 銀地に7本の青い横帯（バリー）。その上に、切妻屋根の、銀の目地が描かれた黒い塔。塔には3つの銀色の円形アーチの窓、その下に銀色の四角形の銃眼、さらに下に銀色の尖頭アーチの扉が描かれている。
青い横帯は、中世初期からレッケに居住したホルストマール貴族家の紋章と合致する。ロマネスク教会の古い防衛塔がこの町の象徴的建造物としてホルストマールの紋章に組み合わされている。

### 姉妹自治体
- オンメン（オランダ語版、英語版）（オランダ、オーファーアイセル州）
  - この姉妹自治体関係は、2年ごとにレッケとオンメンと交互に開催されるパートナーシップ会議に支援されている。両自治体からのグループの相互訪問は年中行われている。1989年9月12日の姉妹都市協定締結は、当時の町長ヘルベルト・ポイテン（レッケ）とヘンドリク・カレル・クノッパース（オンメン）が文書に署名してなされた[10]

## 文化と見所

### 建築物と博物館

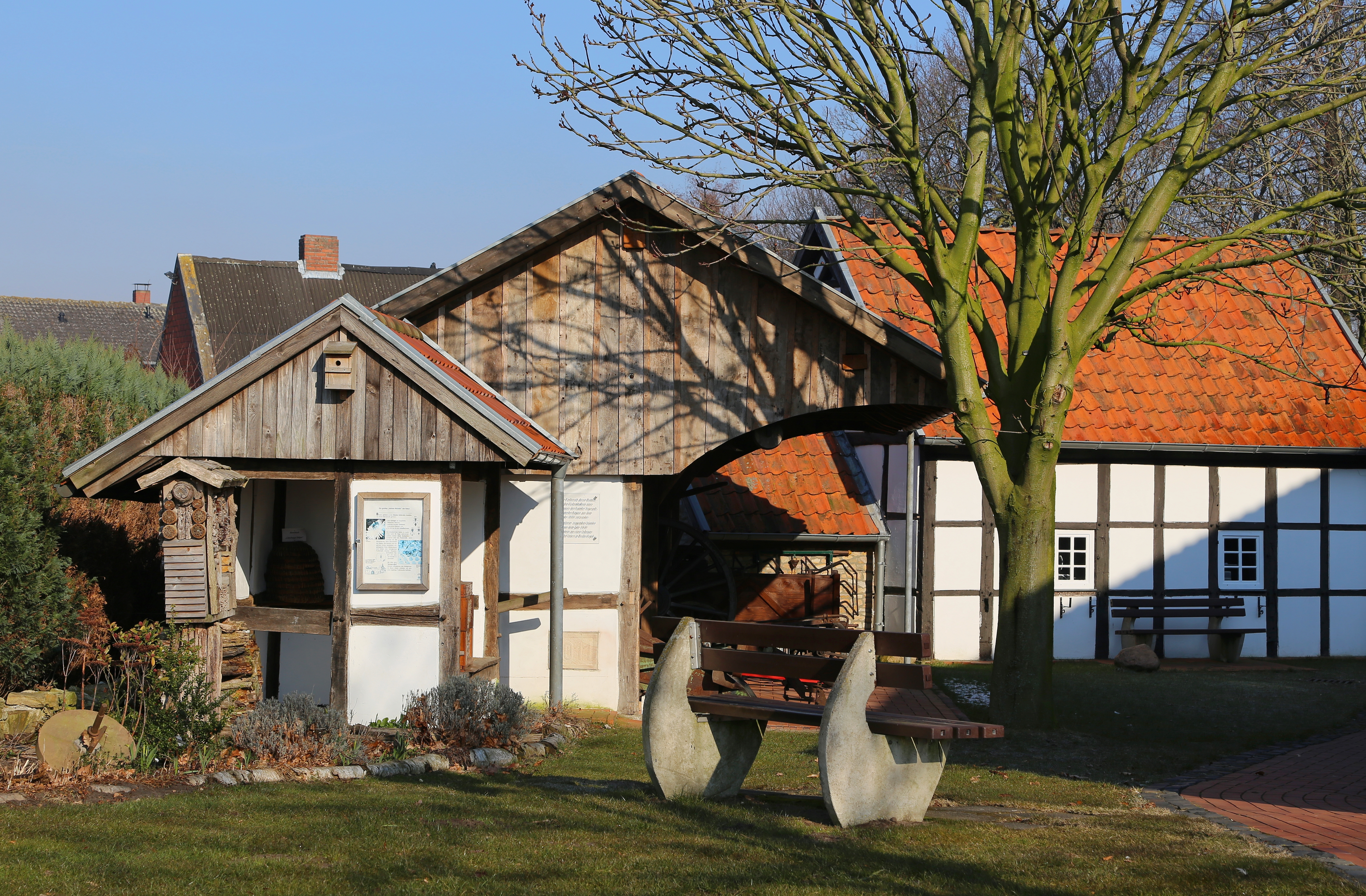
レッケのアルテ・ルーテミューレ

レッケの特別な見所は、3つのディオニシウス教会である。その中でも歴史上最も重要なのが福音主義教会である。町の中央に9世紀に建造されたこの小さな後期ロマネスク様式のザールキルヒェは、この町の最も古い建物であり、保護文化財に指定されている。第2のディオニシウス教会が、ホプステナー通りのカトリックの旧教区教会である。この建物は現在、カトリック教会組織のユーゲントハイム（青年の家）として利用されている。第3の教会が、1953年から1955年に建設された聖ディオニシウス教区教会である。この近代建築では、特に、旧教会から引き継いだヨハン・ハインリヒ・ケーニヒによって制作された1755年の祭壇が文化史上重要である。1889年から1892年にネオゴシック様式で建設されたシュタインベックの聖フィリップスおよびヤーコブス教区教会も保護文化財に指定されている。この教会内には、ヨーゼフ・クラウトヴァルトの作品が数多く収蔵されている。
アルテ・ルーテミューレの中には、様々な古い工芸品を展示する郷土工芸博物館が入居している。また、1年の決められた日にはバックハウス（パン焼き小屋）で、石窯で焼いたパンや焼き菓子が販売される。さらにルーテミューレは戸籍役場としても使われており、人気の結婚式の場となっている。
- 福音主義ディオニシウス教会
- 聖ディオニシウス教区教会
- シュタインベックの聖フィリップスおよびヤーコブス教区教会
- アルテ・ルーテミューレ内の籠博物館

### 公園
レッケには、ハウプト通り沿いに、1977年頃に造営されたビュルガーパルク（町民公園）がある。

### スポーツ

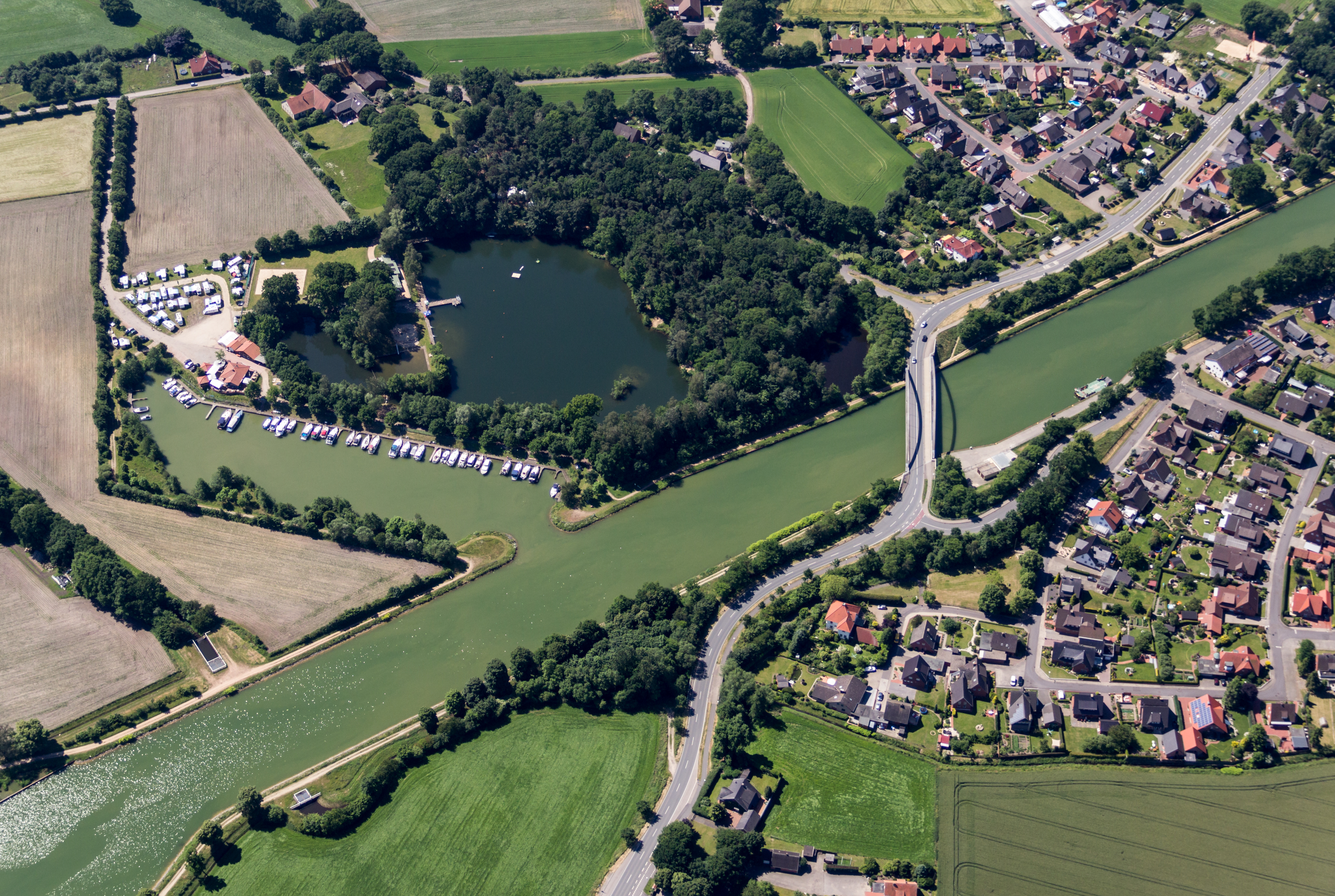
森の屋外プールとミッテルラント運河のマリーナ

トゥルン・ウント・シュポルトフェライン (TuS) レッケは、長い歴史を有している。このクラブは1927年に創設され、現在約 2500人の会員を擁している。ジュニアクラブから幾人かの著名な才能を輩出している。たとえば、かつてのブンデスリーガ・プロサッカー選手ヴァルター・シュミット（アイントラハト・ブラウンシュヴァイク）やジモン・ロルフェスは TuS のジュニア部門出身である。
第2のクラブが1930年に設立されたグリュン＝ヴァイス (GWS) である。このクラブは成功に満ちた経歴を有している。GWS のサッカーチームはクライスリーガ A の通算順位表の第2位を占める。また、このクラブはジュニア部門でも知られている。女子サッカー世界チャンピオンのケルスティン・ガレフレーケスがその好適な例である。彼女は、シュタインベックで育ち、GWS でサッカーを学んだ。さらに GWS は大きな陸上競技部門を有している。シュラインベッカー・オスターラウフやシュタインベッカー・トライアスロンなどの大きな大会を組織し、ドイツブンデスリーガの開催地に何度もなっている。
1952年にドイツ人命救助協会 (DLRG) の地域グループが結成され、現在500人を超える会員を擁している。彼らはヴァルトフライバート・レッケ（森の屋外プール）やミッテルラント運河で監視活動を行い、町の防災活動を担っている。さらに DLRG レッケは、たとえば幼稚園の DLRG などの啓蒙活動、水泳・救助水泳教育、初動救助といった活動も行っている。

### 謝肉祭
レッケは謝肉祭の盛んな町である。この町では毎年2回謝肉祭のパレードが行われる。その幕開けはバラの日曜日、すなわちバラの月曜日の前日で、オーバーシュタインベッカー・カルネヴァルフェライン (OCV) がパレードとともにオーバーシュタインベックを練り歩き、1万人以上の観客を集める。しかし、謝肉祭のハイライトは、レッカー・カルネヴァルゲゼルシャフト 1985 e.V. (RKG) が1985年から開催しているバラの月曜日のパレードで、2万5千人近くの観客が通りに集まる。レッカーの謝肉祭は、20年以上その先頭に立ち続けたフェリックス・ビュッシャーによって発展した。彼に感謝を捧げるために開催される、たとえば、フュルステンベルク＝シューレの講堂での風変わりな集会 GALA やバラの月曜日前後にテントで行われるイベントは、広くレッケの町外でも知られている。

### 政治的灰の水曜日

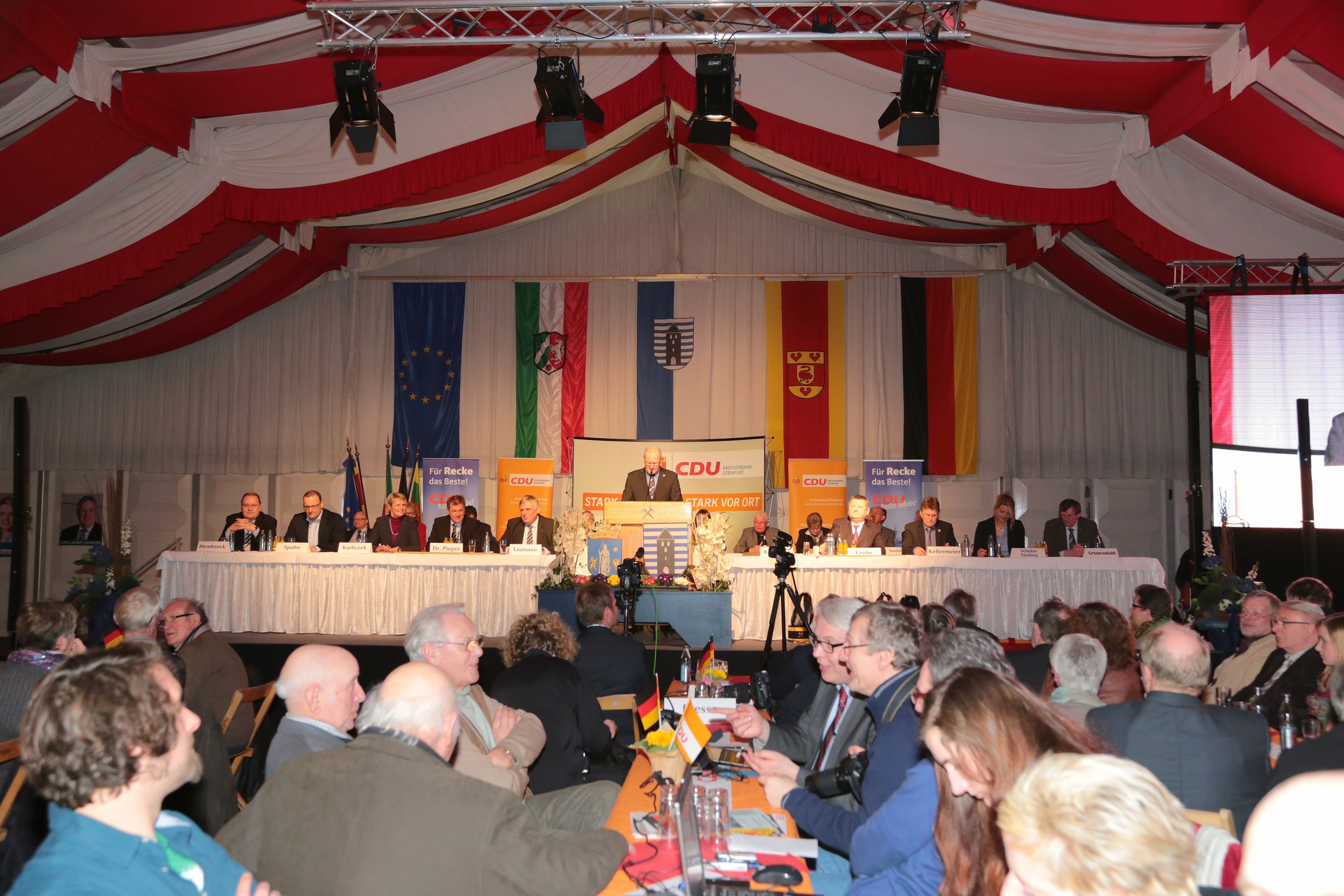
政治的灰の水曜日（2014年）

レッケでは、2002年から CDU の政治的灰の水曜日という風変わりなセッションが開催されており、やがてこの種のイベントとしては連邦でもパッサウに次ぐ大きなイベントとなった。これまでの主講演者としてフリードリヒ・メルツ（2002年）、ホルスト・ゼーホーファー（2003年）、ヴォルフガング・ショイブレ（2004年）、ユルゲン・リュットガース（2005年/2010年）、オリヴァー・ヴィトケ（2006年）、ローラント・コッホ（2007年）、バイエルン州元首相エドムント・シュトイバー（2009年）、連邦環境大臣ノルベルト・レトゲン（2011年）、デイヴィッド・マカリスター（2012年）、アルミン・ラシェット（2013年）、ヘルマン・グレーエ（2014年）がレッケに来た。またレギュラー講演者はリーゼンベック近郊出身のカール＝ヨーゼフ・ラウマンである。2008年には主講演の替わりに「ポリト＝トリオ」としてラウマンの他にフィリップ・ミスフェルダーとペーターパツィオレクが対談を行った。

## 経済と社会資本

### 交通

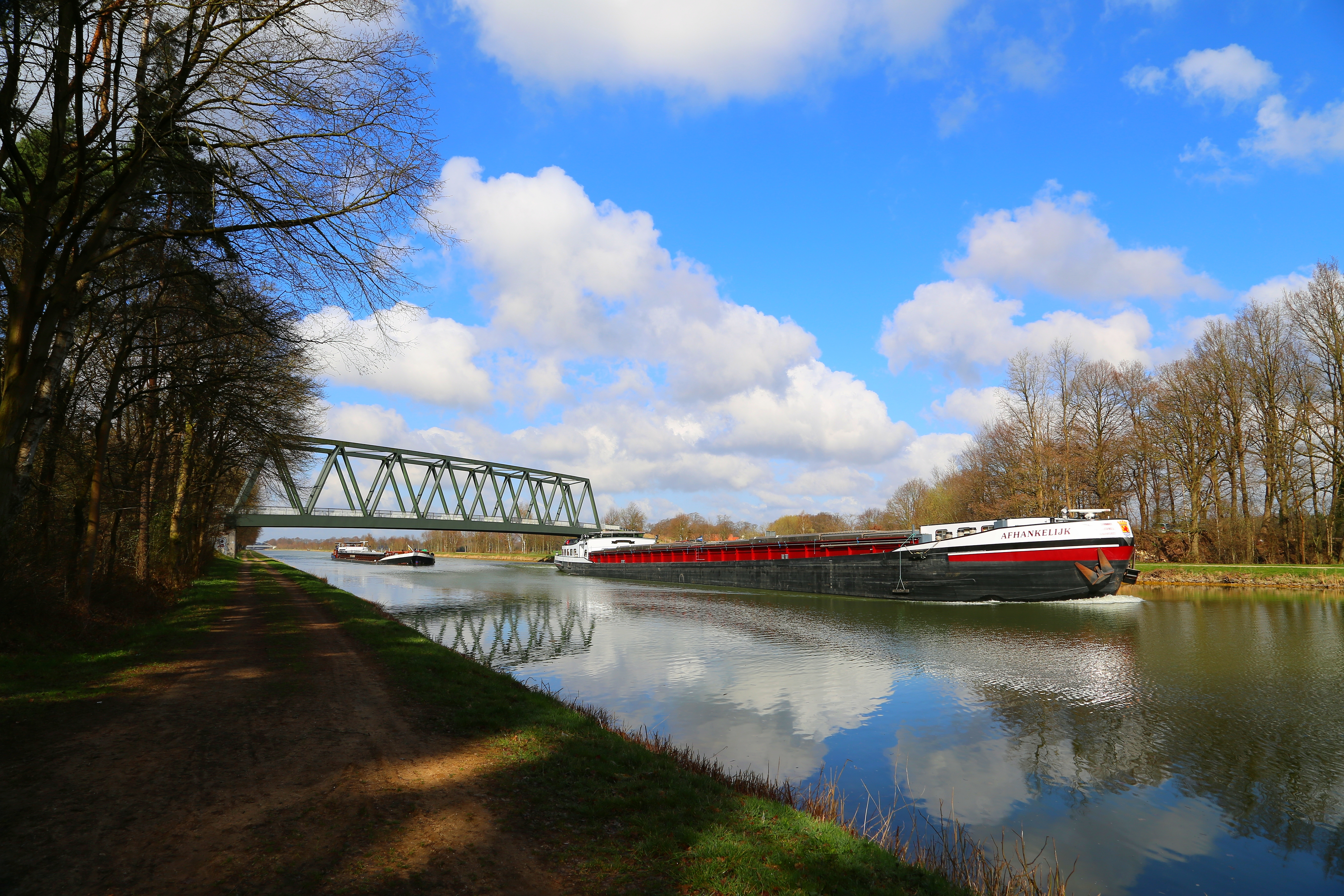
レッケ付近のミッテルラント運河の水運

#### 道路交通
郡道と町道が、11 km 南を通る連邦アウトバーン A30号線や、17 km 北を通る連邦道 B218号線へ結んでいる。

#### 鉄道交通
レッケは、オスナブリュック中央駅からメッティンゲンやレッケを経由してライネに至るテックレンブルク北鉄道で結ばれている。この路線は現在、貨物列車と保存鉄道が利用しているが、近代的なレギオナルバーンに関する展望が議論されている。近郊交通計画 SPNV ヴェストファーレン＝リッペは、良好な経済状況を考慮し、オスナブリュックからレッケまで、30分間隔のレギオナルバーンとして運行再開を目指している。この計画では、以前から存在するレッケ駅が停車駅となり、さらにレッケ＝エスペル駅が臨時停車駅として計画されている。
バス路線がレッケとオスナブリュックやイベンビューレンとを定期的に結んでいる。

#### 自転車
レッケは、自転車道ザーゲンルート（イベンビューレン、メッティンゲン、テックレンブルクへ行く）で結ばれている。

#### 船舶
レッケの南部に、産業製品を積み替えるための長さ220 m の埠頭施設を有するレッケ港が存在する。レジャーボート用には、ここから 1 km 西にレッケ・ヨット港がある。

#### 通勤者
レッケは典型的な通勤者の町で、この町からの通勤者は、この町への通勤者に比べかなり多い。2017年時点のこの町からの通勤者数は 4,677人、この町への通勤者数は 2,031人である。レッケの住民にとって重要な職場は、イベンビューレン、メッティンゲン、オスナブリュックである。通勤者の他に、この町に住む 1,969人が町内で働いている。この町で働く社会保険支払い義務のある就労者数は 3,996人である。DMK アイスファブリークの閉鎖およびイベンビューレン鉱山の解体によりこの数はほとんど減少していないが、その影響は今後の調査で明らかになるであろう。

### モーダル・スプリット
モーダル・スプリットとは、町の旅客交通における輸送手段の選択の割合（シェア）を表すものである。メッティンゲン、レッケ、ホプステンは似たような構造であるため、併せて集計されている。以下の表はその結果を示している。
| 交通手段 | 徒歩 | 自転車 | 公共交通機関 | 自家用車 | 年   |
| -------- | ---- | ------ | ------------ | -------- | ---- |
| 比率     | 8 %  | 23 %   | 4 %          | 64 %     | 2011 |

### 教育
- 基礎課程学校
  - レッケのオーヴァーベルクシューレ
  - シュタインベックのラファエルシューレ

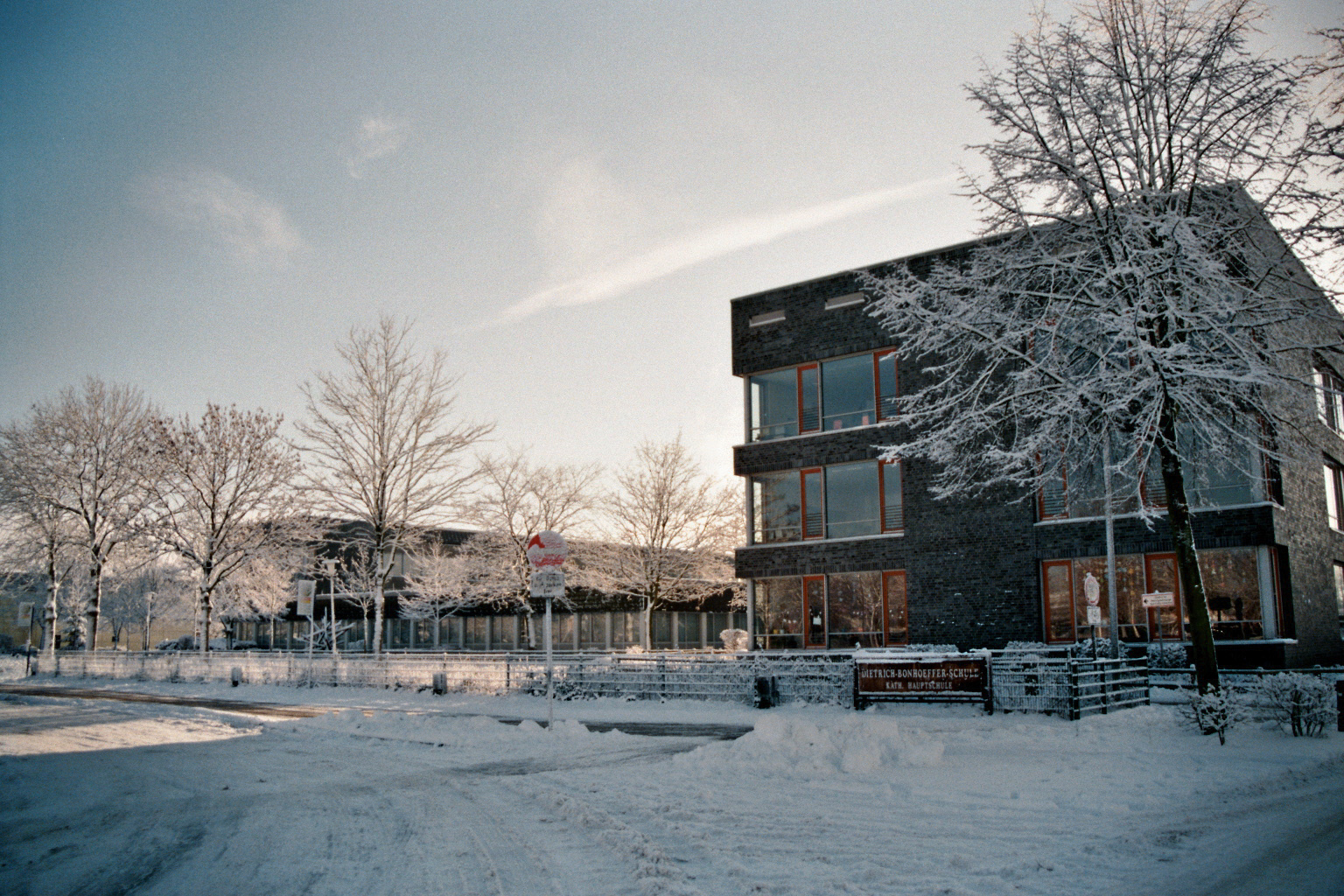
フュルステンベルクシューレ

  - オーバーシュタインベックの聖マルティン＝シューレ
  - レッケの聖エリーザベト＝シューレ（稼働していない）
- 上級の学校
  - ディートリヒ＝ボンヘッファー＝シューレ（本課程学校）
  - 司教区立フュルステンベルク＝シューレ・レッケ
    - 司教区立フュルステンベルク＝レアルシューレ・レッケ（実科学校、生徒数 578人）
    - 司教区立フュルステンベルク＝ギムナジウム・レッケ
- 養護学校
  - ドン＝ボスコ＝シューレ

### メディア
- イベンビューレナー・フォルクスツァイトゥング、レッケの地方面を持つ日刊紙
- イベンビューレナー・アンツァイガー、レッケの地方面を持つ週刊紙
- ヴィア・イン・イベンビューレン、レッケの地方面を持つ週刊誌
- ドルフゲシュプレヒ・レッケ、隔週刊行の雑誌
- ラジオ RST、シュタインフルト郡向けローカル・ラジオ

## 人物

### 出身者
- エーリヒ・ルーテメラー（ドイツ語版、英語版）（1945年 - ）サッカー指導者

### ゆかりの人物
- ケルスティン・ガレフレケス（ドイツ語版、英語版）（1979年 - ）女子サッカー選手。アテネオリンピックのドイツチーム参加選手。シュタインベックで育った。
- ジモン・ロルフェス（1982年 - ）サッカー選手。レッケで育ち、オーヴァーベルク基礎課程学校、フュルステンベルク＝ギムナジウムで学んだ。

## 関連文献
- Annette Kleinert; Maria Spahn; Louis Stüve; Horst Michaelis et al. (1983). Recke. Ein Dorf wandelt sich. Ibbenbüren: Ibbenbürener Vereinsdruckerei. ISBN 978-3-921290-07-1
- Annette Kleinert; Manfred Wolf; Robert Herkenhoff; Meinolf Peters et al. (1989). Recke 1189–1989. Beiträge zur Geschichte. Ibbenbüren: Ibbenbürener Vereinsdruckerei. ISBN 978-3-921290-07-1
- Hermann Büscher, ed (1999). Beiträge zur Geschichte der Gemeinde Recke. Heft 4: Entwicklung und Auswirkung des Bergbaus im Raum Recke. Ibbenbüren: Ibbenbürener Vereinsdruckerei
- Werner Heukamp (2001). Unnerwäggens düör Riecke, Steinbeck, Espel. Von Menschen und Begebenheiten – erzählt in Hoch- und Niederdeutsch. Ibbenbüren: Ibbenbürener Vereinsdruckerei. ISBN 978-3-932959-22-6
- Werner Heukamp (2006). Von Menschen und Begebenheiten. Unnerwäggens düor Riecke, Steemke und Espel erzählt in Hoch- und Niederdeutsch. Ibbenbüren: Ibbenbürener Vereinsdruckerei. p. 182. ISBN 978-3-932959-51-6
- Martin Bünermann; Heinz Köstering (1975). Die Gemeinden und Kreise nach der kommunalen Gebietsreform in Nordrhein-Westfalen. Köln: Deutscher Gemeindeverlag. ISBN 978-3-555-30092-4

これらの文献は、翻訳元であるドイツ語版の参考文献として挙げられていたものであり、日本語版作成に際し直接参照してはおりません。